# 誘導発電機
誘導発電機（ゆうどうはつでんき）は、交流発電機の一種である。

## 特徴
- 滑り s < 0 の状態で運転する。
- 同期発電機と比べて電力系統への接続時に発生する突入電流が大きいため、その対策が必要である。
- 電力系統から励磁電流を得ることが必要であるため、一般的に単独運転ができない。

## 誘導発電機の分類
- かご形三相誘導発電機 - かご形三相誘導電動機を発電機として運転する。
- 巻線形三相誘導発電機 - 巻線形三相誘導電動機を発電機として運転する。